# 푸루스사우루스

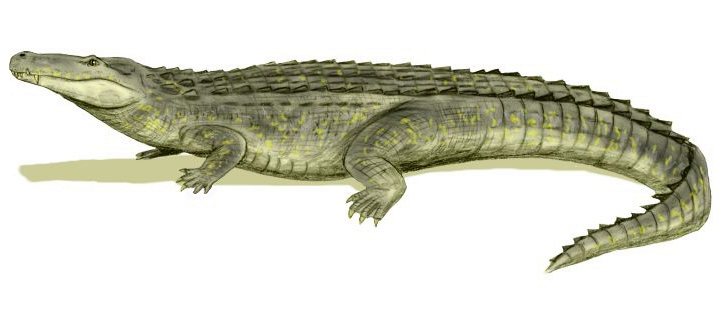

푸루스사우루스(학명:Purussaurus brasiliensis)는 악어목 악어과 카이만아과에 속하는 악어이다. 지금은 멸종한 악어로 몸길이가 10~15m인 거대한 악어 중에 하나이다.

## 특징
푸루스사우루스는 강력한 두개골과 큰 입을 가진 악어로 다른 악어에 비해서도 두개골이 컸던 종 중에 하나였다. 아직 두개골만 화석으로 발견이 되었기 때문에 정확한 크기가 나오지 않았지만 지구에서 지금까지 존재했던 역대의 악어들 중에서도 가장 큰 종 중에 하나라는 사실은 확실한 종이 된다. 턱의 힘은 매우 강한 종으로 턱의 치악력이 68,800 N이 될 것으로 추정하는데 이것은 6.8톤의 매우 강한 무게를 가하는 힘이 된다. 이름의 어원은 푸루스강의 도마뱀이라는 뜻을 가지고 있다. 푸루스사우루스는 매우 큰 척추 동물로서 큰 몸의 크기가 많은 장점을 제공해 주기도 하지만 반대로 취약점과 단점도 가지게 하는 점으로도 이어진다고도 고생물학자들은 얘기하기도 한다. 이빨은 50mm (2 in)의 길이로 매우 크며 약간 뒤로 곡선을 가진 형태를 하고 있다. 푸루스사우루스는 지호돈트의 가장 자리를 닮아 2개의 가장자리를 따라 작은 능선이 존재한다. 이것은 푸루스사우루스가 거대한 먹이까지도 사냥이 가능했음을 증명하며 이런 능선은 먹잇감의 살을 짜르고 단단한 뼈를 부수는 데에도 사용이 되었다. 이빨은 상단이 약간 평평하고 대략 원추형의 모습을 가지며 이는 두꺼운 뼈로 충격을 깨뜨릴 가능성이 없었을 것으로 보인다. 앞쪽의 치아는 키가 크고 뾰족하지만 후방의 치아는 더 낮고 둥근 모습을 가지고 있다. 그것은 더 광범위한 모습으로 짧은 주부와 더욱 큰 머리를 지원하기 위해 두껍고 강한 목을 필요로 하였고 두개골이 가진 생물 역학 모델에서 분석은 자신이 잡은 먹이를 정복하여 해체하기 위한 죽음의 롤 기동을 더욱 수월하게 하도록 도와주었던 것으로 추정한다. 또한 멸종한 다른 고대의 악어인 사르코수쿠스, 데이노수쿠스, 람포수쿠스에 비교해서도 거대한 몸집을 가진 악어가 된다. 모든 감각 기관인 눈, 코, 입, 귀는 현생의 카이만처럼 머리의 맨 위쪽으로 죄다 쏠려 있으며 이것은 먹이를 사냥하는 데에 많은 도움이 되었다. 먹이로는 당대에 살았던 물고기, 포유류, 파충류 등등을 모두 잡아먹었을 최강의 육식동물로 당시의 생태계에서 최상위 포식자로 군림했을 것으로 추정된다.

## 생존시기와 서식지와 화석의 발견
푸루스사우루스의 생존시기는 신생대의 마이오세로 지금으로부터 2000만년~600만년까지 생존했던 악어이다. 생존했을 시기에는 남아메리카의 푸루스강에서 주로 서식했을 것으로 추정이 된다. 또한 스투펜데미스, 샤라쿠스, 모라수쿠스와 동일한 시대에 같은 서식지에서 함께 공존했던 종이기도 하다. 화석의 발견은 1892년에 고생물학자들에 의해 브라질, 페루, 아마존에서 최초로 발견이 되었으며 이후에 콜롬비아와 베네수엘라에서도 화석이 발견된 종이다.

## 같이 보기
- 악어
- 악어과
- 카이만아과
- 파충류
- 화석